# István Varga
István Varga, madžarski rokometaš, * 7. september 1943, Abony, † 6. december 2014, Debrecen.
Leta 1972 je na poletnih olimpijskih igrah v Münchnu v sestavi madžarske rokometne reprezentance osvojil osmo mesto in na poletnih olimpijskih igrah leta 1976, kjer so osvojili šesto mesto.